# 파이브 핑거스 (2006년 영화)
《파이브 핑거스》(영어: Five Fingers)는 미국에서 제작된 로런스 몰킨 감독의 2006년 스릴러 드라마 영화이다. 로런스 피시번 등이 출연하였고, 돌리 홀 등이 제작에 참여하였다. 2004년 네덜란드, 모로코, 루이지애나주에서 촬영되었다.

## 출연
- 로런스 피시번
- 라이언 필리피
- 지나 토레스
- 사이드 타그마우이
- 콜름 미니
- 안토니 카메를링
- 미미 페레르

## 기타 제작진
- 총괄 제작: 마크 셰이버그
- 공동 제작: 밥 셔피로, 재키 리 모건
- 배역: 앤 매카시, 제이 스컬리
- 미술: 줄리 버그호프
- 의상: 얼리샤 레이크래프트